# Estereocílios (ouvido interno)

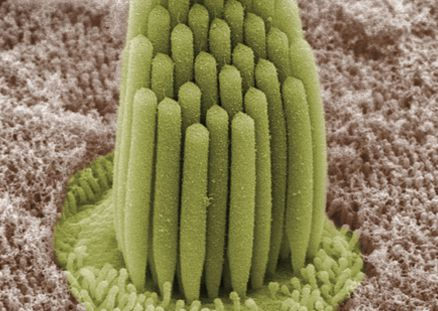
Estereocílios do ouvido interno de um sapo

No ouvido interno, os estereocílios são as organelas mecanorreceptoras das células ciliadas, que respondem aos movimentos dos fluidos em diversas categorias de animais em várias funções, incluindo audição e equilíbrio. Eles têm cerca de 10 a 50 micrômetros de comprimento e compartilham algumas características semelhantes das microvilosidades. A célula ciliada transforma a pressão do fluido e outros estímulos mecânicos em estímulos elétricos através das numerosas microvilosidades que constituem os bastonetes de estereocílios. Essas organelas existem nos sistemas auditivo e vestibular.

## Morfologia
Parecidos com as projeções ciliadas, os estereocílios são dispostos em feixes de 30 a 300. No interior dos feixes, eles frequentemente alinham-se em várias fileiras de altura crescente, como uma escada. No núcleo desses estereocílios ciliados estão os rígidos filamentos de ligação cruzada de actina, que podem se renovar a cada 48 horas. Esses filamentos de actina dispõem suas pontas positivas e negativas na extremidade apical e na base dos estereocílios, respectivamente, e podem ter até 120 micrômetros de comprimento.
Estruturas filamentosas, chamadas tip-links (ligações apicais), conectam as extremidades dos estereocílios em filas adjacentes nos feixes.
Os tip-links são compostos por filamentos finos quase verticais que sobem da ponta de um estereocílio menor até o seu vizinho mais alto.
Eles são análogos a uma pequena mola que, quando esticados, abrem canais seletos de cátions, permitindo assim que íons fluam através da membrana celular para as células ciliadas. As ligações apicais também estão envolvidas na transmissão de força pelo feixe e na manutenção da estrutura do feixe ciliado.

## Via auditiva

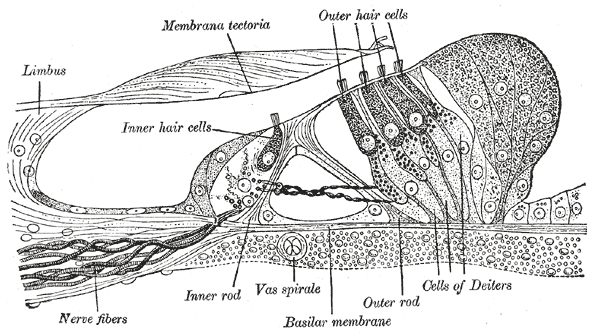
Corte através do órgão espiral de Corti, ampliado. Os estereocílios são os "cílios" que saem do topo das células ciliadas internas e externas.

Como sensores acústicos em mamíferos, os estereocílios estão alinhados no órgão de Corti no interior da cóclea do ouvido interno. Na audição, eles transformam a energia mecânica das ondas sonoras em sinais elétricos para as células ciliadas, o que acaba resultando numa excitação do nervo auditivo. Os estereocílios são compostos de citoplasma com feixes embutidos de filamentos de ligação cruzada de actina. Os filamentos de actina ancoram à teia terminal e ao topo da membrana celular, e estão dispostos em grau de altura. Conforme as ondas sonoras propagam-se na cóclea, o movimento do fluido endolinfático dobra os estereocílios. Se a direção do movimento for em direção aos maiores estereocílios, desenvolve-se tensão nos tip-links, abrindo mecanicamente os canais de transdução perto das pontas. Os cátions da endolinfa fluem para a célula, despolarizando a célula ciliada e desencandeando a liberação de neurotransmissores para os nervos circundantes, que enviam um sinal elétrico ao sistema nervoso central.

## Via vestibular
No sistema vestibular, os estereocílios localizam-se nos órgãos otolíticos e nos canais semicirculares.  As células ciliadas do sistema vestibular são levemente diferentes daquelas do sistema auditivo, pois elas têm um cílio mais alto, denominado cinocílio. Flexionar os estereocílios para longe dos cinocílios hiperpolariza a célula e resulta numa queda de atividade aferente. Nos canais semicirculares, as células ciliadas encontram-se na crista ampullaris, e os estereocílios projetam-se para dentro da cúpula ampular. Aqui, os estereocílios estão todos orientados na mesma direção. Nos otólitos, as células ciliadas são cobertas por pequenos cristais de carbonato de cálcio, chamados otocônia. Ao contrário dos dutos semicirculares, os cinocílios das células ciliadas nos otólitos não são orientados numa direção constante. Os cinocílios apontam em direção (no utrículo) ou para fora (no sáculo) de uma linha média chamada estríola.

## Transdução mecanoelétrica
Na cóclea, um movimento de corte entre a membrana tectorial e a basilar deflete os estereocílios, afetando a tensão nos filamentos de tip-links, que depois abrem e fecham os canais de íons inespecíficos. Quando a tensão aumenta, o fluxo de íons que cruza a membrana para a célula ciliada também se eleva. Tal influxo iônico causa a despolarização celular, resultando num potencial elétrico que, em última instância, leva a uma sinalização ao nervo auditivo e cérebro. A identidade dos canais mecanossensíveis nos estereocílios ainda é desconhecida.

Supõe-se que os canais de transdução associados aos estereocílios se encontram nas suas extremidades distais. As deflexões dos estereocílios menores em direção aos maiores levam a uma maior taxa de abertura dos canais de cátions inespecíficos. Isso, por sua vez, provoca a despolarização dos receptores e leva à excitação das fibras sensitivas aferentes do nervo vestibulococlear localizadas na base da célula ciliada. As deflexões no sentido oposto, em direção aos estereocílios menores, causa o fechamento dos canais de transdução. Nessa situação, as células ciliadas tornam-se hiperpolarizadas e os nervos não são excitados.
Existem duas categorias diferentes fluidos que envolvem as células ciliadas do ouvido interno. A endolinfa é o fluido que envolve a superfície apical das células ciliadas. O potássio é o principal cátion na endolinfa, considerado o responsável por carregar as correntes receptoras na cóclea. A perilinfa é pobre em potássio e rica em sódio.
As diferentes composições iônicas do fluido circundante, além do potencial de repouso, criam uma diferença de potencial em toda a membrana apical da célula ciliada, de modo que o potássio entra quando os canais de transdução se abrem. Um influxo de íons de potássio despolariza a célula e causa a liberação de um neurotransmissor que pode gerar impulsos nervosos nos neurônios sensoriais conectados à base da célula ciliada.

## Destruição dos estereocílios
O estereocílios (juntamente a todas as categorias da célula ciliada) nos mamíferos podem ser danificadas ou destruídas por ruídos excessivamente altos, doenças e toxinas, e não são regeneráveis. A deficiência auditiva induzida pelo ruído ambiental é provavelmente o efeito mais prevalente do ruído sobre a saúde conforme a Agência de Proteção Ambiental dos EUA.
A estrutura/organização anormal de um feixe de estereocílios também pode causar surdez e, por sua vez, criar problemas de equilíbrio para o indivíduo. Em outros vertebrados, se as células ciliadas forem danificadas, células de apoio se dividirão e substituirão-nas.

## Estudos genéticos
O gene metionina sulfóxido redutase B3 (MSRB3), uma enzima de reparo proteico, tem sido envolvida na degeneração de feixes de estereocílios em larga escala, assim como muitos outros fatores como a idade gestacional e a tolerância a ambientes frios nas plantas. Embora o processo exato da patogênese seja desconhecido, parece estar relacionado à morte das células apoptóticas. Um estudo baseado no splicing de morfolinos para diminuir a expressão do MSRB3 no peixe-zebra mostrou cílios mais curtos, finos e mais numerosos, assim como pequenos otólitos mal colocados. Vários estereocílios também sofreram apoptose. A injeção com ARN mensageiro MSRB3 do tipo selvagem recuperou déficits auditivos, o que leva à suposição de que o MSRB3 ajuda a prevenir a apoptose.
Outro gene, DFNB74, tem sido observado como um envolvido na perda auditiva recessiva. A perda auditiva com base no DFNB74 pode estar relacionada à disfunção mitocondrial. As surdezes baseadas nos genes DFNB74 e MSRB3, respectivamente, podem estar relacionadas uma à outra. A pesquisa sobre esses genes é fundamentada em famílias com surdez recessiva, e múltiplas famílias não relacionadas a essa surdez têm mutações em ambos DFNB74 e MSRB3.
Os estereocílios danificados ou anormais, resultantes das mutações genéticas, muitas vezes causam perda auditiva e outras complicações, e podem ser uma característica transmissível aos descendentes. Em um estudo recente, pesquisadores estudaram ratos herdeiros de um gene mutante da célula ciliada whirlin, que resulta em estereocílios mais curtos e espessos organizados em fileiras adicionais e que frequentemente morrem após o nascimento. No momento, não existem terapias ou ações reparadoras para substituir tais células ciliadas defeituosas em humanos. De modo a corrigir essa mutação, os pesquisadores aplicaram uma terapia genética contendo o gene corrigido no ouvido interno dos ratos portadores da mutação genética. A terapia restaurou os estereocílios para comprimentos normais e eliminou as fileiras adicionais nos ratos recém-nascidos com whirlin. Apesar da restauração das células ciliadas, os ratos com whirlin tratados não apresentaram sinais de melhora na capacidade auditiva após um mês e após três meses de tratamento. Estudos adicionais procuram entender por que a restauração dos estereocílios não melhorou a capacidade auditiva dos ratos com mutação.

## Pesquisas atuais
O som acima de um certo nível de decibéis pode causar dano permanente aos estereocílios do ouvido interno. Uma nova pesquisa mostrou que o dano pode ser possivelmente revertido se pudermos reparar ou recriar algumas das proteínas constituintes das organelas mecanorreceptoras. Nesse estudo, os cientistas utilizaram peixe-zebra para examinar o movimento das proteínas no interior das células auditivas vivas usando um microscópio confocal. Isso mostrou que as proteínas nos estereocílios movem-se rapidamente, indicando que o movimento das proteínas no interior das células ciliadas pode ser um fator importantíssimo para manter a integridade dos feixes de cílios no ouvido interno. Pesquisas adicionais descobriram que a miosina e actina, duas proteínas importantes para o movimento celular, movem-se muito rapidamente. Fascin 2b, uma proteína envolvida na ligação cruzada da actina, move-se ainda mais rápido. O movimento constante das proteínas no interior celular, com a recriação e reajuste, ajuda as células a reparar o dano. O movimento veloz dessas proteínas mudou a nossa compreensão sobre os estereocílios e indica que as proteínas em seu interior não são imóveis e estáticas. Mais pesquisas desejam investigar a manipulação da dinâmica proteica para restaurar a função auditiva humana após o dano.